# 珀尔 (2022年电影)
，子标题為《恐怖X档案前传》（英語：An X-traordinary Origin Story），是2022年的一部砍杀电影，原语言为英语，导演为提·威斯特，编剧为威斯特和米亞·高斯，大卫·科伦斯韦、譚蒂·莱特、馬修·桑德蘭、艾玛·詹金斯-普罗（Emma Jenkins-Purro）在这部电影中饰演配角。这部电影是2022年电影《恐怖X檔案》的前传，也是《X系列电影》的第二部，讲述的是前作《恐怖X档案》中大反派珍珠的早年经历，她对成为明星的强烈愿望使她1918年在美国德克萨斯州的家中犯下了连环杀人案。
本片2022年9月3日在第79屆威尼斯影展上首发，2022年9月16日通过A24在美国院线上映。这部电影的票房收入超过900万美元主演。米娅·高斯的演技被许多影评人和好莱坞的黄金时代相提并论——特别是1939年电影《绿野仙踪》 和1964年电影《欢乐满人间》 。
《X》系列电影的第三部《血腥瑪辛》於2024年上映。

## 剧情
1918年流感大流行時，珍珠（Pearl）是一名與她移民自德國的雙親同住於美国德克萨斯州農場的年輕女子，而她的丈夫霍華（Howard）則前往第一次世界大戰服役。珍珠的父親因身體虛弱而癱瘓，而母親露絲（Ruth）則控制慾極強，堅持要她負責照料父親與農場事務。嚮往興奮生活的珍珠在當地劇院觀賞電影後企圖成為舞者，而此事不受露絲待見。然而，珍珠開始出現精神異常的癥候，譬如她殺死農場中的動物並虐待她的父親。
珍珠在電影院遇見了一名對她有好感的放映員，在她騎車返家時，珍珠停在一片玉米田旁並一邊妄想著放映員並一邊與稻草人跳舞，隨後用稻草人來自慰。在母親發現她給珍珠跑腿的8分錢不見後，珍珠遭其責罵並被禁止吃晚餐。
珍珠家境富裕的嫂子蜜姬（Mitsy）告訴她有個巡迴劇團將會舉辦舞者的試鏡，珍珠將此作為讓她擺脫自己所處環境的手段。她隨後趁夜溜出房子並拜訪放映員，其給她觀賞了他在法國獲得的限制級電影《搭便車》。放映員鼓勵珍珠追求夢想，珍珠則說她不能拋棄家庭，並說她希望「他們都死掉」。
有天在晚餐時因為珍珠提出要參加舞者試鏡，兩人爆發激烈衝突並開始扭打。期間珍珠將露絲推向壁爐，點燃了她的裙子而造成露絲遭受到危及生命的嚴重灼傷。珍珠將露絲拖入地下室後將父親留在廚房，自己逃去電影院並與放映員發生關係。
隔天一早，放映員將珍珠開車載回農場，讓她能準備試鏡，他在看到蜜姬母親所贈予露絲，現在腐爛生蛆的烤乳猪以及珍珠前後不一的供詞後心生不安。他企圖離開農場時，因認為被他拋棄而陷入暴怒的珍珠掄起乾草叉將其殺害後將他的車連同屍體一起推入湖中，讓小名蒂達（Theda）的鱷魚吞食掉他的遺骸。珍珠穿上露絲的禮服，為父親打扮後將其悶死。
珍珠來到試鏡現場的教會並跳舞表演，認為會獲得評審青睞，但在因為她不年輕、並非金髮又不是「典型美國人（All American）」而慘遭拒絕，因而崩潰。蜜姬來到珍珠家陪伴她試圖安撫，在廚房中，珍珠做出一長串自白，說出自己對霍华德的厭惡，認為他出身優渥卻認為夫妻兩必須待在農場過活，而她自承她流產了兩人的骨肉後感到鬆了一口氣。她隨後自白了自己孤立無援又無安全感的感受、她在農場殺死動物時獲得的快樂、以及她殺害雙親與放映員之事。珍珠隨後操弄嚇呆的蜜姬，讓她說出自己贏得了試鏡，嫉妒的珍珠手持斧頭追殺蜜姬，最終殺害了她。
珍珠將蜜姬分屍後將屍塊餵給蒂達，之後與已死的露絲在地下室躺在一起。在認定母親所講的一切都是正確的之後，珍珠決定要「將自己擁有的妥善利用」，試圖在霍华德役畢返家後為他整理一個舒適的家來糾正過錯。隔天一早，霍華返家，並在廚房看到了飯桌上坐著珍珠死亡多時的雙親遺體以及腐爛的烤乳猪，珍珠隨後向他問安，並露出了持久而痛苦的笑容。

## 演員
- 米亞·高斯 飾演 珍珠·道格拉斯（Pearl Douglas）[註 2]
- 大卫·科伦斯韦 飾演 放映员
- 譚蒂·莱特（英语：Tandi Wright） 飾演 露丝（Ruth）
- 馬修·桑德蘭（英语：Matthew Sunderland） 飾演 珀尔的父親
- 艾玛·詹金斯-普罗（Emma Jenkins-Purro） 飾演 蜜姬·道格拉斯（Mitsy Douglas）
- 阿利斯特·塞维尔（Alistair Sewell） 飾演 霍華·道格拉斯（Howard Douglas）

## 製作

### 開發
提·威斯特早在製作《恐怖X檔案》時，就已經開始為前傳電影編寫劇本。他表示，這部前傳是與米亞·高斯共同開發的，並計劃講述高斯在《恐怖X檔案》中飾演的角色珍珠（Pearl）過去的故事 。新冠疫情爆發後，威斯特深刻感受到疫情對電影業的影響，於是決定在《恐怖X檔案》殺青後立即開始製作這部前傳電影。威斯特提到，他向A24提出這個新計劃時出乎意料地獲得了批准。
威斯特希望每部恐怖片都有其獨特之處。他表示，《恐怖X檔案》受到《德州電鋸殺人狂》系列和马里奥·巴瓦電影的啟發，這些作品標誌著獨立電影對社會的逐步影響。至於《珀尔》，威斯特形容它像是道格拉斯·瑟克風格的通俗劇與特藝七彩电影《欢乐满人间》和《绿野仙踪》相遇，靈感來自所謂的“迪士尼瘋狂電影”，展現了古典好莱坞电影如何影響大眾。威斯特透露，他計劃在未來的作品中繼續探索不同的風格與類型。這部電影由A24和小羊羔聯合製作。
隨著首張宣傳海報的發布，威斯特宣布，先前《恐怖X檔案》的製作團隊成員將繼續參與前傳的製作。埃利奥特·罗克特（英語：Eliot Rockett）將繼續擔任攝影師，而泰勒·贝兹和提摩西·威廉斯則再度合作創作电影配乐。

### 拍摄
這部電影的主要拍攝工作在《恐怖X檔案》完成後悄然開始。由於兩部作品套拍，且均在紐西蘭取景，使用了相同的拍攝背景。在拍攝過程中，提·威斯特與《阿凡達：水之道》的製作團隊也曾有過合作，當時《阿凡達：水之道》的製作因某些原因暫停。儘管2019冠状病毒病疫情對製作帶來了衝擊，威斯特表示，團隊成員順利完成了必要的自我隔離，並在疫情期間安全、高效地共同工作。
威斯特進一步表示：「我在隔離結束後希望能確保我們的製作團隊為一切做好了充分的準備。即使是在疫情期間，我們依然在地球上創造了一個安全的電影拍攝環境。」

### 剪辑
這部電影於2022年3月完成拍攝，當時提·威斯特表示正在進行剪輯工作，並計劃前往美國田納西州納許維爾，參加同月舉行的西南偏南電影節。之後，錄製了由泰勒·贝兹和提摩西·威廉斯負責創作的電影配樂。

## 市場營銷
《X系列电影》第一部《恐怖X檔案》2022年3月13日在西南偏南首映时即在片尾通过预告片宣布将在影院上线。2022年7月，《珀尔》第一个预告片发布，宣布这部电影将为《恐怖X檔案》的前传。

## 上映
这部电影于2022年9月3日在第79届威尼斯电影节上首映，2022年9月16日在美国院线上映。
2022年10月25日在视频点播平台上线。 2022年11月15日发行蓝光和DVD版本。

## 反响

### 票房
在美国和加拿大，这部电影与和《看你往哪跑》两部电影同期上映，这部电影在上映后的首个周末在约2900家电影院取得约400万美元的票房收入。 这部电影上映首日票房为130万美元，首映票房收入达到310万美元，票房排名第三。 在上映的第二个周末的票房收入为192万美元，票房排名第五。

### 评价
截至2023年3月17日，在爛番茄上共有179位用戶給予這部電影92%的新鮮度。網站上的用戶普遍認為：「提·威斯特延續了前作《恐怖X檔案》的劇情與恐怖風格，並融入了更多新意，米亞·高斯的演技依然出色。」
在「Metacritic」上，這部電影也獲得了良好評價，31位評論者給出平均73分（滿分100分）。
影院市場調查機構「影院評分」的數據顯示，參與調研的觀眾給這部電影「B-」的評級（最高為A+，最低為F）。
影視觀眾調研機構「邮政追踪」的調研顯示，75%的受訪觀眾對這部電影表示滿意，54%的觀眾會推薦它給他人。
在第79屆威尼斯影展首映後，《衛報》評論家彼得·布拉德肖對提·威斯特和米亞·高斯給予高度讚賞，並打了5星。他說：「也许我不应该这么喜欢珀尔，但她十分聪明伶俐，令人毛骨悚然，而且出演者的演技非常好，十分难能可贵。」大衛·魯尼（英語：David Rooney）在《好萊塢報道》上則指出：「這部電影真實展現了全球疫情帶來的焦慮」，並將米亞·高斯的表現與谢莉·杜瓦尔相提並論。
在《每日刑房》（英語：Daily Grindhouse）的年終回顧中，普雷斯顿·法斯尔將這部電影評為2022年最佳恐怖片，並認為這是「標準收藏」應盡快發行的傑作。而「追星」（英語：Cult Following）網站上的尤恩·格萊多（英語：Ewan Gleadow）則對威斯特提出批評，稱這部電影「努力將《X系列电影》打造成傑出恐怖片，但最終像是對米高梅《绿野仙踪》的拙劣模仿」。
導演馬丁·史柯西斯對這部電影留下深刻印象，稱其「令人著迷」，並表示這部電影「源於對電影純粹、未經稀釋的熱愛」。
《紐約時報》將珍珠列為2022年最流行的93位「人物」之一，特別強調了她的血紅色連衣裙、藍色蕾絲蝴蝶結、污跡斑斑的妝容、靴子……以及她的斧頭。
电影制作人马丁·斯科塞斯对这部电影印象深刻，称其“令人着迷”，并表示这部电影“源于对电影的纯粹、未稀释的热爱”。 《纽约时报》将珀尔这个角色命名为2022年93位最流行的“人物”之一，電影突出了她的血红色连衣裙、蕾丝蓝色蝴蝶结、污迹斑斑的妆容、靴子……和斧头。

### 获奖
| 奖方                       | 获奖时间       | 奖项                       | 获奖者                                                | 结果 | 参见                 |
| -------------------------- | -------------- | -------------------------- | ----------------------------------------------------- | ---- | -------------------- |
| 多倫多國際電影節           | 2022年9月18日  | 观众票选奖：午夜疯狂       | 《珀尔》                                              | 亚军 | [ 30 ]               |
| 錫切斯電影節               | 2022年10月15日 | 最佳电影                   | 《珀尔》                                              | 提名 | [ 31 ]               |
| 錫切斯電影節               | 2022年10月15日 | 最佳导演                   | 提·威斯特                                             | 獲獎 | [ 32 ]               |
| 錫切斯電影節               | 2022年10月15日 | 最佳女主角                 | 米亞·高斯                                             | 獲獎 | [ 32 ]               |
| 日落电影协会奖             | 2022年11月29日 | 最佳女演员奖               | 米亞·高斯 （与《恐怖X檔案》同时提名）                 | 提名 | [ 33 ] [ 34 ]        |
| 日落电影协会奖             | 2022年11月29日 | 五大热情导演（英語：Five Fire Directors）     | 提·威斯特 （与《恐怖X檔案》同时提名）                 | 提名 | [ 33 ] [ 34 ]        |
| 波士頓影評人協會獎         | 2022年12月11日 | 波士顿影评人协会奖最佳摄影 | 埃利奥特·罗克特（英語：Eliot Rockett） （与《恐怖X檔案》同时提名） | 獲獎 | [ 35 ]               |
| 芝加哥影評人協會獎         | 2022年12月14日 | 最佳女主角                 | 米亞·高斯                                             | 提名 | [ 36 ]               |
| 猶他影評人協會獎           | 2022年12月17日 | 奇幻燕子奖（英語：Vice/Martin Award）       | 米亞·高斯                                             | 亚军 | [ 37 ] [ 38 ] [ 39 ] |
| 聖路易斯影評人協會獎       | 2022年12月18日 | 最佳恐怖电影               | 《珀尔》                                              | 提名 | [ 40 ]               |
| 聖路易斯影評人協會獎       | 2022年12月18日 | 最佳女主角                 | 米亞·高斯                                             | 提名 | [ 40 ]               |
| 印第安納電影記者協會獎     | 2022年12月19日 | 最佳女主角                 | 米亞·高斯                                             | 提名 | [ 41 ]               |
| 大西部纽约影评人协会奖     | 2022年12月23日 | 最佳女主角                 | 米亞·高斯                                             | 提名 | [ 42 ] [ 43 ]        |
| 女性在线影评人协会奖       | 2022年12月30日 | 最佳突破表演               | 米亞·高斯                                             | 提名 | [ 44 ] [ 45 ]        |
| 北卡罗来纳影评人协会       | 2023年1月3日   | 最佳女主角                 | 米亞·高斯                                             | 提名 | [ 46 ] [ 47 ]        |
| 讨论电影影评人奖（英語：DiscussingFilm Critics Award） | 2023年1月4日   | 最佳女主角                 | 米亞·高斯                                             | 提名 | [ 48 ]               |
| 哥伦布影评人协会奖         | 2022年1月5日   | 最佳女主角                 | 米亞·高斯                                             | 提名 | [ 49 ]               |
| 舊金山影評人協會獎         | 2023年1月9日   | 最佳女主角                 | 米亞·高斯                                             | 提名 | [ 50 ]               |
| 奥斯汀影评人协会獎         | 2023年1月10日  | 最佳女主角                 | 米亞·高斯                                             | 提名 | [ 51 ]               |
| 夏威夷影评人协会奖         | 2023年1月13日  | 最佳女主角                 | 米亞·高斯                                             | 獲獎 | [ 52 ]               |
| 夏威夷影评人协会奖         | 2023年1月13日  | 最佳恐怖影片               | 《珀尔》                                              | 獲獎 | [ 52 ]               |
| 西雅图影评人协会獎         | 2023年1月17日  | 最佳女主角                 | 米亞·高斯                                             | 提名 | [ 53 ]               |
| 西雅图影评人协会獎         | 2023年1月17日  | 最佳反派                   | 珀尔（米亞·高斯 饰） （与《恐怖X檔案》同时提名）      | 提名 | [ 53 ]               |
| 在线影评人协会             | 2023年1月23日  | 最佳女主角                 | 米亞·高斯                                             | 提名 | [ 54 ]               |
| 獨立精神獎                 | 2023年3月4日   | 最佳主角演出               | 米亞·高斯                                             | 提名 | [ 55 ]               |
| 獨立精神獎                 | 2023年3月4日   | 最佳电影摄制艺术           | 埃利奥特·罗克特（英語：Eliot Rockett）                             | 提名 | [ 55 ]               |
| 疯哥利牙链锯奖             | 2023年         | 最佳全国上映电影           | 《珀尔》                                              | 提名 | [ 56 ]               |
| 疯哥利牙链锯奖             | 2023年         | 最佳主角                   | 米亞·高斯                                             | 提名 | [ 56 ]               |
| 疯哥利牙链锯奖             | 2023年         | 最佳电影剧本               | 米亞·高斯、提·威斯特                                  | 提名 | [ 56 ]               |
| 疯哥利牙链锯奖             | 2023年         | 最佳电影摄制艺术           | 埃利奥特·罗克特（英語：Eliot Rockett）                             | 提名 | [ 56 ]               |
| 疯哥利牙链锯奖             | 2023年         | 最佳配乐                   | 泰勒·贝兹、提摩西·威廉斯                              | 提名 | [ 56 ]               |
| 疯哥利牙链锯奖             | 2023年         | 最佳服装设计               | 马尔戈西亚·图尔赞斯卡（英語：Malgosia Turzanska）                       | 提名 | [ 56 ]               |

## 外部連結
- 官方网站
- 互联网电影数据库（IMDb）上的资料（英文）
- 爛番茄上的資料（英文）
- Metacritic上的資料（英文）
- AllMovie上的资料（英文）